# トッレ・アンヌンツィアータ
トッレ・アンヌンツィアータ（イタリア語: Torre Annunziata）は、イタリア共和国カンパニア州ナポリ県にある、人口約4万2000人の基礎自治体（コムーネ）。
ヴェスヴィオ火山の南に位置する港湾都市である。オプロンティスの遺跡は西暦79年のヴェスヴィオ火山の噴火により廃墟となったもので、近隣のポンペイやヘルクラネウムとともに世界遺産「ポンペイ、ヘルクラネウム及びトッレ・アンヌンツィアータの遺跡地域」に登録されている。

## 地理

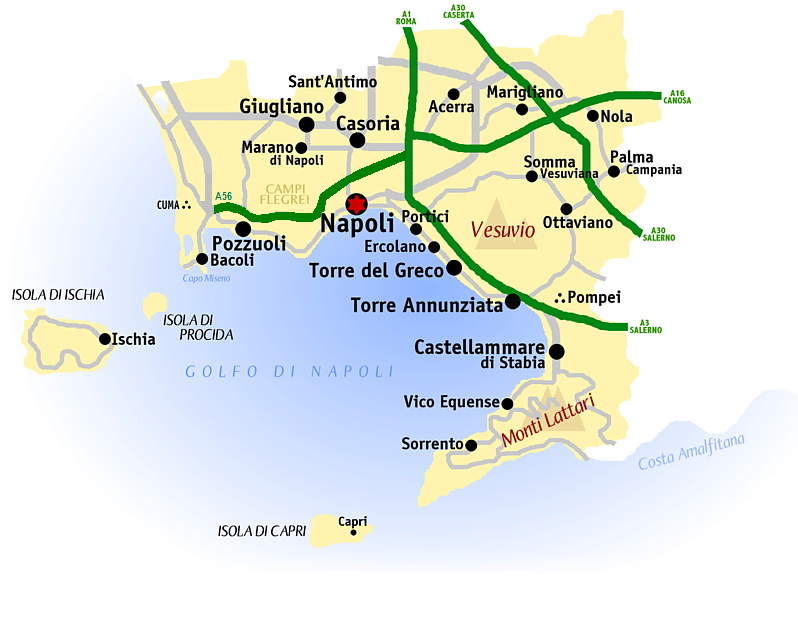
ナポリ県概略図

| ナポリ県中部のコムーネ。ポンペイから西北西へ約4km、州都・県都ナポリから南東へ約19km、サレルノから西北西へ約28kmの距離にある。ヴェスヴィオ火山の南に位置する。 |

## 行政

### 分離集落
トッレ・アンヌンツィアータには、以下の分離集落（フラツィオーネ）がある。
- Cipriani, Rovigliano, Sannino, Terragneta